# Macierzanka Marschalla
Macierzanka Marschalla (Thymus pannonicus All.) – gatunek rośliny z rodziny jasnotowatych (Lamiaceae). Występuje w południowej i środkowej Europie oraz w zachodniej i środkowej Azji od Hiszpanii po zachodnie Chiny. W Polsce rośnie w pasie wyżyn.

## Morfologia

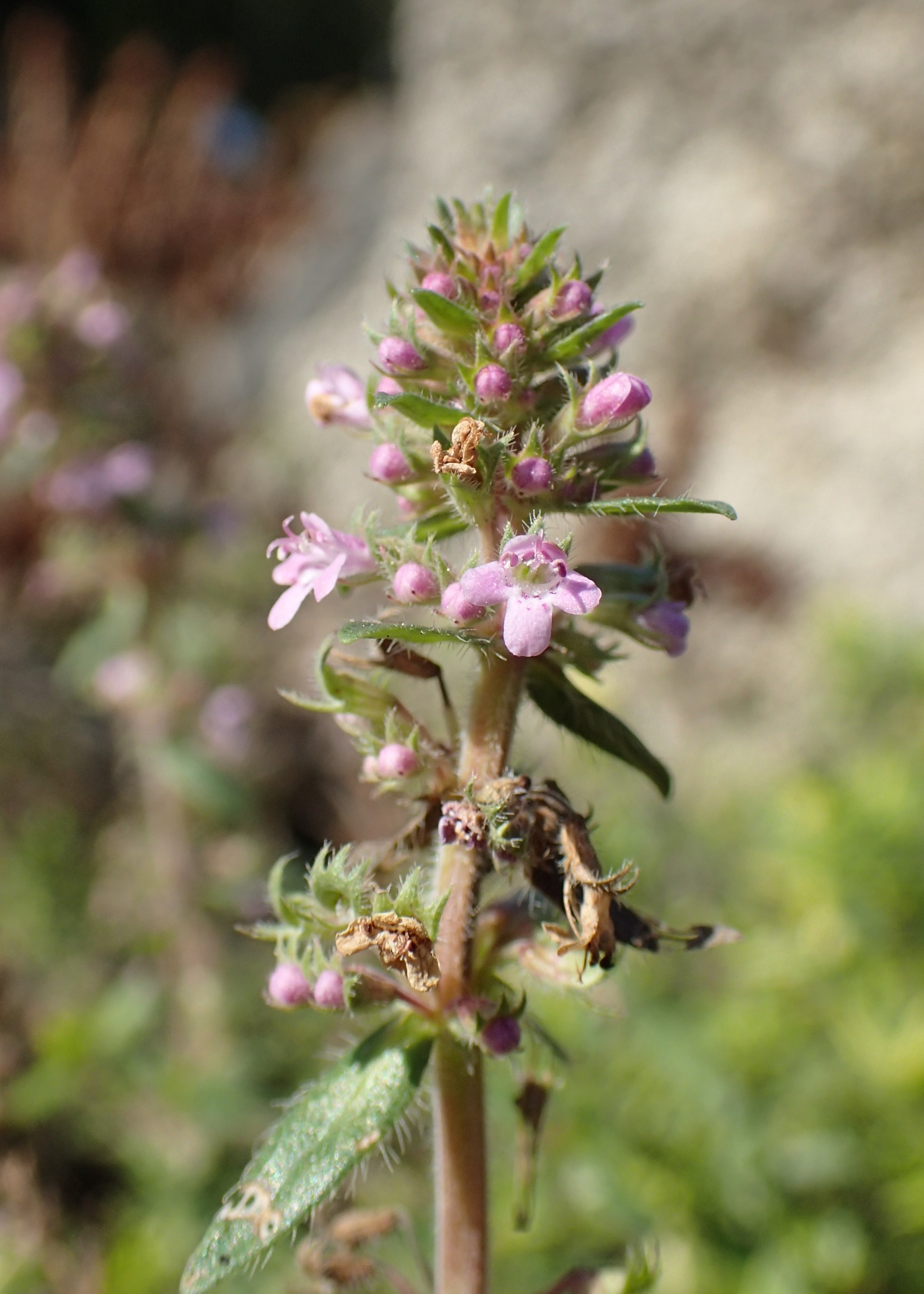
Kwiatostan

ŁodygaDo 50 cm wysokości. Gałązki owłosione.
LiściePodługowate, nagie, siedzące, długości 15–25 mm.
KwiatyGrzbieciste, bladofioletowe lub purpurowe. Kielich owłosiony, dwuwargowy, 10-13-nerwowy. Warga górna kielicha 3-ząbkowa, dłuższa od dolnej. Ząbki wargi górnej lancetowate lub trójkątnie lancetowate. Ząbki wargi dolnej szydlastolancetowate. Górna warga korony płaska.

## Biologia i ekologia
Bylina, chamefit. Rośnie na skałach wapiennych. Kwitnie od czerwca do lipca. Gatunek charakterystyczny muraw kserotermicznych z rzędu Festucetalia valesiacae.

## Zagrożenia
Roślina umieszczona na Czerwonej liście roślin i grzybów Polski (2006) w grupie gatunków rzadkich, potencjalnie narażonych (kategoria zagrożenia: R).